# Maria-Magdalena (Freiburg im Breisgau)

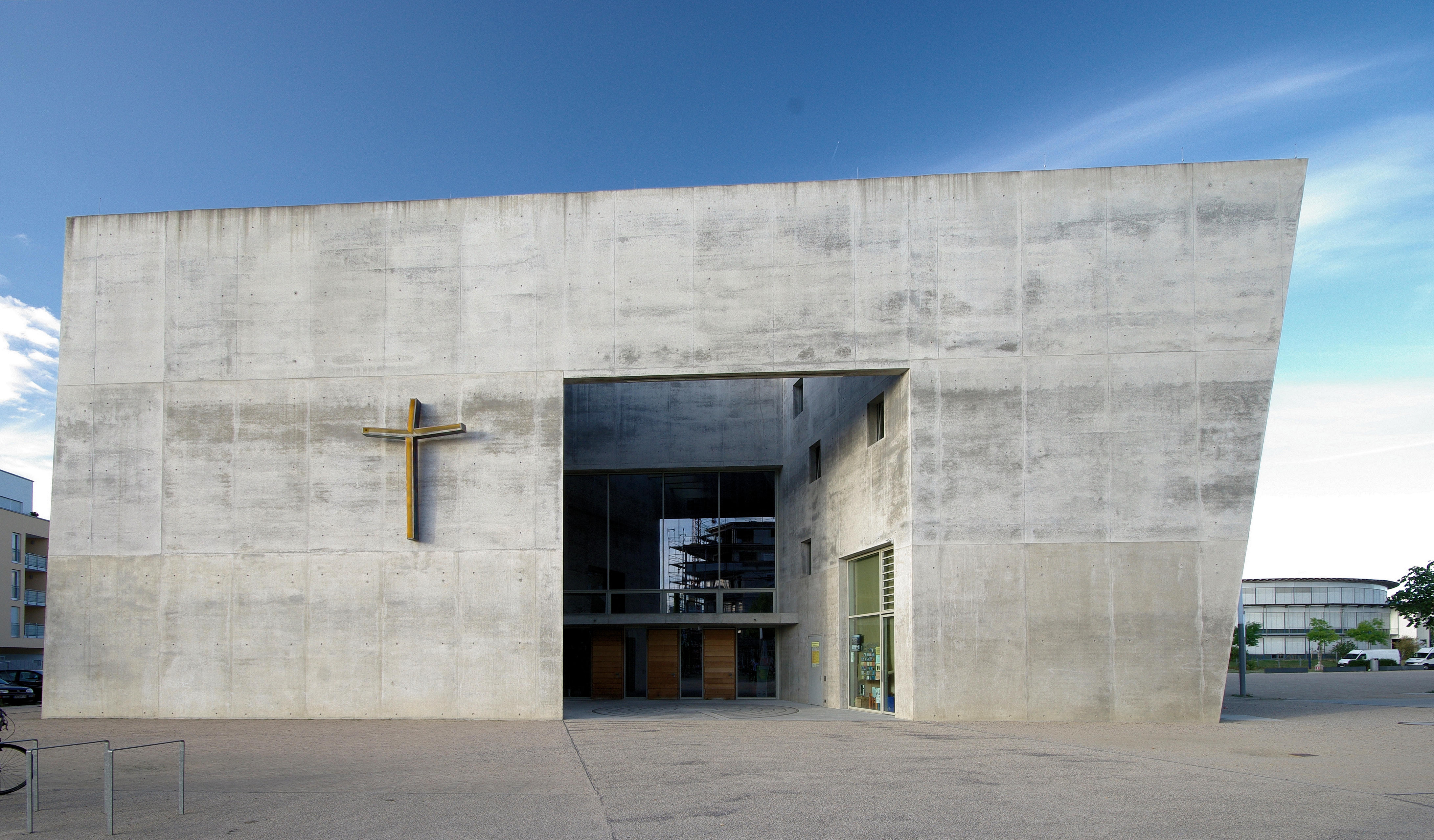
Maria-Magdalena-Kirche, Freiburg-Rieselfeld

Maria-Magdalena ist das Kirchenzentrum im Stadtteil Rieselfeld der Stadt Freiburg im Breisgau im Stil des Brutalismus. Das kompakte Gebäude aus Beton wird von den Gemeinden der beiden großen christlichen Konfessionen, der römisch-katholischen Gemeinde St. Maria Magdalena und der evangelischen Gemeinde im Rieselfeld bikonfessionell genutzt.

## Geschichte
Für den seit 1995 neu entstandenen Stadtteil Rieselfeld mit etwa 10.000 Einwohnern im Westen der Stadt waren ursprünglich je eine evangelische und eine katholische Kirche vorgesehen. Da die beiden neuen Kirchengemeinden aber gerne gemeinsam als „Kirche im Rieselfeld“ auftreten wollten, entstand die Idee der zwei Kirchen unter einem gemeinsamen Dach. Die Stadt Freiburg unterstützte die Idee dadurch, dass sie ein Grundstück an zentraler Stelle im Stadtteil zur Verfügung stellte. Den anschließenden, 1999 ausgeschriebenen Architektenwettbewerb konnte nach der Entscheidung einer Fachjury die Architektin Susanne Gross aus dem Kölner Büro Kister Scheithauer Gross für sich entscheiden. Nach dem ersten Spatenstich und der Grundsteinlegung im Jahr 2002 wurde das Gebäude in den Jahren 2003 und 2004 errichtet und am 25. Juli 2004 geweiht. Die Baukosten beliefen sich auf 5,7 Millionen Euro.

## Baubeschreibung

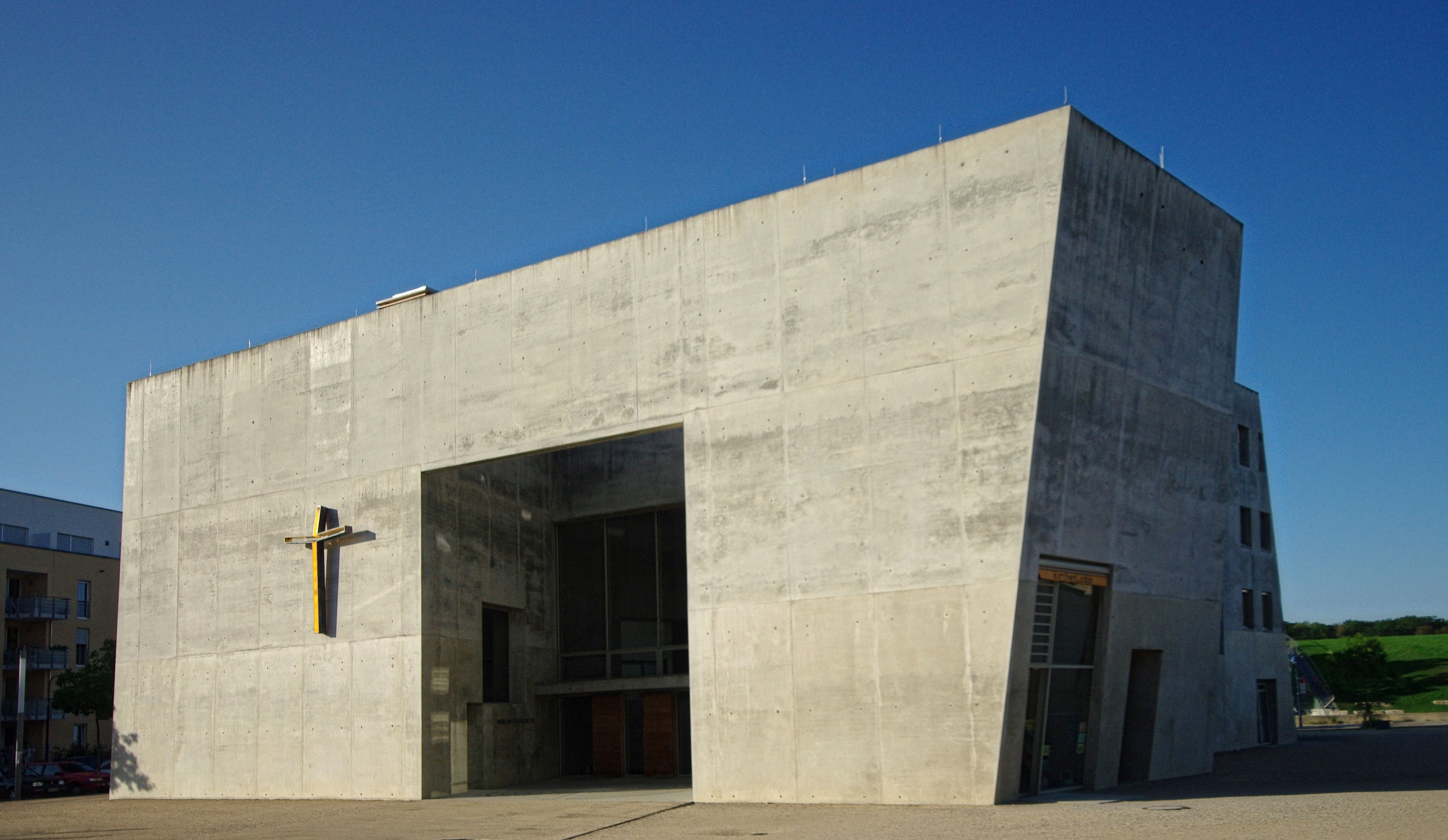

Der kantige, turmlose Kirchenbau aus unverputztem Leichtbeton mit unregelmäßigem Grundriss beherbergt die Kirchenräume für die beiden großen Konfessionen, zwischen denen ein gemeinsam genutztes Foyer liegt. Der katholische Kirchenraum bietet Platz für 250 Personen, im Raum der evangelischen Kirchenseite finden 100 Personen Platz. Ferner gibt es Räume für die kirchliche Gemeindearbeit und einen ökumenischen Kirchenladen, in dem man Informationen über die beiden Gemeinden erhalten und fair gehandelte Waren erwerben kann.
|  |  |

Links der katholische, rechts der evangelische Kirchenraum
Bei Bedarf können die Räume der Doppelkirche durch Verschieben der Trennwände aus Beton durch das Foyer erweitert und auch gemeinsam genutzt werden. Die größte der durch Motoren verschiebbaren Trennwände ist 100 m2 groß und wiegt 30 Tonnen. Wegen der engen Zusammenarbeit werden diese Schiebewände oft bewegt. Das Taufbecken ist im Boden des Foyers eingelassen und wird von beiden Konfessionen genutzt. Der Raum wird auch für Meditationen genutzt. In den Gemeinden setzt man sich stark für die Ökumene ein; deswegen haben sie ihre Gottesdienste sonntags so gelegt, dass diese gemeinsam enden und sich anschließend alle treffen können. Das Foyer kann auch als Gemeindesaal genutzt werden und bietet dann Platz für 200 Personen.

## Glocken
Die Glockenstube befindet sich über dem Raum der Stille innerhalb des katholischen Kirchenraumes und ragt nicht über die Oberkante der Fassade hinaus. Sie ist mit vier Glocken bestückt. Drei von ihnen wurden 2008 von der Glockengießerei Bachert aus Karlsruhe gegossen und sind in ihrer Glockenzier schlicht gehalten. Sie werden  vor den Gottesdiensten von Hand geläutet.
- Die Maria-Magdalena-Glocke ist mit 730 Kilogramm die schwerste und hat den Schlagton fis′-4.
- Die Taufglocke wiegt 530 Kilogramm und ist auf den Schlagton gis′+7 gestimmt.
- Die Schöpfungsglocke wiegt 217 Kilogramm, ihr Schlagton ist d″+1. Sie wurde beim 750-jährigen Jubiläum der Hosanna-Glocke im Freiburger Münster im Juni 2008 auf dem Münsterplatz gegossen. Sie läutet täglich um 12 Uhr und um 18 Uhr.
- Eine vierte, historische Glocke, 1752 von Leonard Rosenlecher aus Konstanz gegossen und 500 kg schwer, ist auf b′+5 gestimmt. Sie kann, weil sie gesprungen ist, erst nach einer Sanierung wieder geläutet werden. Ursprünglich hing sie im Kirchturm der Kirche Unsere Liebe Frau in Lippertsreute.

## Photovoltaik
Auf dem von unten nicht sichtbaren Dach befindet sich eine Photovoltaikanlage mit einer Leistung von 15,4 kWp, sie wurde im Jahr 2007 installiert und genossenschaftlich – hauptsächlich durch Gemeindemitglieder – finanziert. Ein Teil der Erlöse fließt in Entwicklungshilfeprojekte.

## Anbindung
Das Kirchenzentrum befindet sich direkt an der Haltestelle Maria-von-Rudloff-Platz an der Straßenbahnlinie 5. Dort befindet sich auch eine Station des Fahrradverleihsystems Frelo.